# Florarctus pulcher
Florarctus pulcher är en djurart som tillhör fylumet trögkrypare, och som beskrevs av Grimaldi de Zio, Lamarca, D'Addabbo Gallo och Pietanza 1999. Florarctus pulcher ingår i släktet Florarctus och familjen Halechiniscidae. Inga underarter finns listade i Catalogue of Life.